# Valeri Roubintchik
Valeri Davidovitch Roubintchik (en russe : Валерий Давидович Рубинчик ; en biélorusse : Валерый Давідавіч Рубінчык, Valery Davidavitch Roubintchyk) est un réalisateur soviétique, biélorusse et russe né le 17 avril 1940 à Minsk (Biélorussie) et mort le 2 mars 2011 à Moscou.

## Filmographie
Cinéma
- 1968 : Chestoïé leto
- 1969 : L'Agitateur rouge Trofim Glouchkov (ru)
- 1971 : La Tombe du lion (ru)
- 1976 : La Couronne de sonnets (ru) (Venok sonetov)
- 1979 : La Chasse sauvage du roi Stakh (Dikaïa okhota korolia Stakha), Corbeau d'or en 1983
- 1985 : Koultpokhod v teatr
- 1987 : Otstoupnik
- 1989 : Komedia o Lissistraté
- 1991 : Nelioubov
- 1995 : Peïzaj s tremia koupalchtchitsami
- 2002 : Kino pro kino
- 2006 : Nankinski peïzaj

Télévision
- 1969 : Krasny aguitator Trofim Glouchkov
- 1974 : Le Dernier Été de l'enfance, (Poslednieïé leto detstva)
- 1975 : Gamlet Chtchigrovskogo ouezda
- 1983 : Komitcheski lioubovnik, ili Lioubovnié zateï sera Djona Falstafa

Acteur
- 1981 : Les Aventures de Tom Sawyer et Huckleberry Finn, téléfilm de Stanislav Govoroukhine : avocat